# Berliner Liste
Die Berliner Liste (Eigenschreibweise: BERLINER LISTE) ist eine internationale Messe für zeitgenössische Kunst in Berlin. Sie findet jährlich im September parallel zur Berlin Art Week statt und ist nach dem Wegfall des Art Forum Berlin die älteste und größte Kunstmesse der Hauptstadt. Die erste Ausgabe fand im Jahr 2004 statt.
Die Berliner Liste wird von der the working smarter group GmbH unter der Leitung des Messedirektors Jörgen Golz veranstaltet. Zu den Kuratoren der Messe zählen Gerhard Charles Rump (2012), Peter Funken (seit 2013), der Berliner Fotograf Stefan Maria Rother (seit 2015) sowie als Kurator der 2016 neu hinzugekommenen Urban Art Section der Galerist Guillaume Trotin.
Der Schwerpunkt der als Entdeckermesse bezeichneten Berliner Liste liegt auf junger Kunst aufstrebender Künstler im gemäßigten Preissegment zwischen 500 und 7.500 Euro.
Galerien, Projekträume und Einzelkünstler zeigen ein breites Spektrum an Malerei, Zeichnung, Grafik, Skulpturen, Installationen, Videokunst und Performances. Seit 2013 ist der zeitgenössischen Fotografie eine separate Photography Section gewidmet.
Im Jahr 2014 hat der Veranstalter der Berliner Liste parallel zur Art Cologne die Satellitenmesse Kölner Liste gestartet, auf der – angelehnt an das Berliner Konzept – Einzelkünstler, Projektgruppen und Galerien gleichberechtigt unter dem Dach einer Messe ausstellen.
2015 fand die 12. Auflage der Berliner Liste vom 17. bis zum 20. September 2015 mit 123 Ausstellern aus 23 Ländern im Kraftwerk Berlin statt und belegte dort eine Gesamtfläche von mehr als 4.000 Quadratmetern.
2016 fand die 13. Auflage der Berliner Liste vom 15. bis zum 18. September 2016 im Kraftwerk Berlin statt.
2017 fand die 14. Ausgabe der Berliner Liste vom 15. bis zum 17. September 2017 mit mehr als 90 Ausstellern aus 34 Ländern im Postbahnhof am Ostbahnhof statt und belegte dort eine Gesamtfläche von mehr als 4.000 Quadratmetern.